# Jelenská gaštanica
Jelenská kaštanka (slovensky Jelenská gaštanica) je chráněný areál v katastrálním území obce Jelenec v okrese Nitra v Nitranském kraji na Slovensku. Území bylo vyhlášeno v roce 1952 a jeho rozloha je 3,8 hektaru. Předmětem ochrany je starý lesní porost kaštanovníku setého (Castanea sativa).